# 1 november
1 november är den 305:e dagen på året i den gregorianska kalendern (306:e under skottår). Det återstår 60 dagar av året.

## Återkommande bemärkelsedagar

### Helgdagar
- Allhelgonadagen (i Finland och Sverige är det sedan 1772 ingen helgdag, utan alla helgons dag gjordes till en rörlig helgdag som alltid inföll den första söndagen i november, sedan 1953 i Sverige och 1955 i Finland istället på lördagen samma vecka)

### Nationaldagar
- Algeriets nationaldag (Revolutionsdagen)
- Antigua och Barbudas nationaldag

### Temadagar
- Internationella vegandagen

## Namnsdagar

### I den svenska almanackan
- Nuvarande – Allhelgonadagen
- Föregående i bokstavsordning
  - Alla helgons dag – Denna benämning på dagens datum infördes inom katolska kyrkan på 700-talet och skulle vara en dag, då man skulle minnas alla helgon, särskilt de, som inte hade någon egen minnesdag. I Sverige var den helgdag fram till 1772, då den blev arbetsdag, även om benämningen Alla helgons dag stod kvar. 1953 återinfördes denna helgdag i Sverige, men den blev då rörlig och förlades till lördagen, som infaller mellan 31 oktober och 6 november. Då denna rörliga helgdag fick benämningen Alla helgons dag ändrades benämningen på dagens datum till Allhelgonadagen.
  - Allhelgonadagen – Denna benämning på dagens datum infördes 1953, som ersättning för det tidigare Alla helgons dag, eftersom denna benämning gavs åt den rörliga helgdag, som då infördes att infalla lördagen mellan 31 oktober och 6 november.
  - André – Namnet infördes 1986 på 3 juli, men flyttades 1993 till dagens datum och 2001 till 10 juli.
  - Andrea – Namnet infördes 1986 på 30 november, men flyttades 1993 till dagens datum och 2001 till 10 juli.
- Föregående i kronologisk ordning
  - Före 1901 – Alla helgons dag
  - 1901–1952 – Alla helgons dag
  - 1953–1985 – Allhelgonadagen
  - 1986–1992 – Allhelgonadagen
  - 1993–2000 – Allhelgonadagen, André och Andrea
  - Från 2001 – Allhelgonadagen
- Källor
  - Brylla, Eva (red.). Namnlängdsboken. Gjøvik: Norstedts ordbok, 2000 ISBN 91-7227-204-X
  - af Klintberg, Bengt. Namnen i almanackan. Gjøvik: Norstedts ordbok, 2001 ISBN 91-7227-292-9

### Finlandssvenska almanackan
- Nuvarande från 1995[1] – Gun, Gunhild
- I föregående revideringar[a][2]
  - 1929–1949 – (–)
  - 1950–1994 – Gunhild

## Händelser
- 365 – Alemannerna korsar Rhen och invaderar Gallien. Kejsare Valentinianus I tar sig till Paris för att beordra armén att försvara de galliska städerna.
- 451 – Konciliet i Chalkedon avslutas,[3] vid vilket de orientaliskt ortodoxa kyrkorna bryter med de övriga kristna samfunden.
- 996 – Kejsar Otto III utfärdar en urkund till biskop Gottschalk av Freising. Det är första gången som namnet Ostarrîchi (fornhögtyska för Österrike) omnämns.
- 1009 – Berberiska trupper ledda av Sulayman ibn al-Hakam besegrar Umayyadkalifatets kalif Mohammed II i slaget vid Alcolea.
- 1141 – Matilda tvingas avsäga sig den engelska tronen, varvid Stefan av Blois åter blir obestridd kung av England. Det dröjer dock till 1153 innan konflikten mellan dem är helt bilagd.
- 1179 – Philip II kröns till kung av Frankrike.
- 1214 – Hamnstaden Sinop kapitulerar inför seldjukerna.
- 1250 – Sedan den danske kungen Erik Plogpenning i augusti har blivit mördad av sin bror Abel utropas denne till ny kung av Danmark på landstinget i Viborg.
- 1299 – Sedan den norske kungen Erik Prästhatare har avlidit den 15 juli utses hans bror Håkon Magnusson till kung av Norge. Han blir den siste norske kungen av Sverreätten och därmed den siste av den gamla Hårfagreätten, som har innehaft den norska kungamakten sedan 872.
- 1406 – Filippa av England kröns i Lund till drottning av Sverige, Norge och Danmark.
- 1466 – Mötet i Västerås 1466 där man ber Karl Knutsson återkomma som svensk kung.
- 1503 – Sedan Pius III har avlidit den 18 oktober väljs Giuliano della Rovere till påve och tar namnet Julius II.
- 1512 – Taket i det sixtinska kapellet, som Michelangelo målat, visas första gången för allmänheten.
- 1520 – Magellans sund, den passage strax söder om Sydamerikas fastland som binder samman Stilla Havet och Atlanten, upptäcks av den portugisiska upptäcktsresanden Ferdinand Magellan under den första kända världsomseglingen.
- 1555 – Hugenotter grundar kolonin Franska Antarktis i dagens Rio de Janeiro, Brasilien.
- 1570 – Stormfloden Allerheiligenflut orsakar omfattande förödelse längs med den holländska kusten.
- 1604 – William Shakespeares tragedi Othello har premiär på Palace of Whitehall i London.
- 1611 – Shakespeares pjäs Stormen har premiär på Palace of Whitehall i London.
- 1612 – Under den stora oredan i Ryssland drivs polska trupper bort från området Kitay-gorod i Moskva, på order av Dmitrij Pozjarskij (22 oktober enligt julianska kalendern).
- 1683 – Den brittiska kronkolonin New York delas in i 12 stycken counties.
- 1688 – Vilhelm av Oraniens invasionsflotta lämnar holländska Hellevoetsluis för att överta den engelska, skotska och irländska kungamakten från Jakob II, under den ärorika revolutionen.
- 1755 – Lissabon drabbas av en kraftig jordbävning, som kräver cirka 70 000 dödsoffer.
- 1790 – Edmund Burke ger ut Reflektioner om franska revolutionen, i vilken han förutspår att den franska revolutionen kommer sluta i en katastrof.
- 1797 – Finska hushållningssällskapet stiftas.
- 1800 – John Adams blir den första amerikanska president att bo i ett hus som senare skulle komma att kallas för Vita huset.
- 1803 – Slaget vid Laswari, mellan Brittiska ostindiska kompaniets armé i Indien under general Gerard Lake med 10 000 man å ena sidan, och Scindias marathiska armé med 9 000 man veteraninfanteri och 5 000 man kavalleri å den andra.
- 1805 – Napoleon invaderar Österrike under det tredje koalitionskriget.
- 1814 – Wienkongressen håller sitt första möte för att rita om den politiska kartan i Europa efter att Frankrike förlorat Napoleonkrigen.
- 1848 – I Boston, Massachusetts, öppnar världens första läkarutbildning för kvinnor.
- 1870 – I USA gör Weather Bureau (senare omdöpt till National Weather Service) sin första väderleksrapport.
- 1894
  - Nikolaj II blir Rysslands nya (och sista) tsar när hans far, Alexander III, dör.
  - Buffalo Bill, 15 av hans indianer, och Annie Oakley filmas av Thomas Edison, i dennes studio i West Orange, New Jersey.
- 1896 – För första gången i tidningens historia publicerar National Geographics en bild på ett par blottade kvinnobröst.
- 1897 – Det amerikanska kongressbibliotekets nya, fristående byggnad, öppnar för allmänheten.
- 1911 – Världens första luftangrepp äger rum i Libyen under det Italiensk-turkiska kriget när den italienska löjtnanten Giulio Gavotti släpper ett flertal mindre bomber.
- 1914 – En brittisk eskader besegras av en överlägsen tysk fartygsstyrka under befäl av amiral Admiral Graf Spee utanför Chiles kust i slaget vid Coronel.
- 1944 – Den nya svenska hembiträdeslagen träder i kraft.
- 1952 – Den första vätebomben detoneras på Enewetak-atollen i Marshallöarna.
- 1955 – Vietnamkriget inleds.
- 1956 – Ungern meddelar sitt utträde ur Warszawapakten och förklarar sig neutralt.
- 1993 – Fördraget om Europeiska unionen träder i kraft.
- 2000 – Förbundsrepubliken Jugoslavien går med i Förenta nationerna.
- 2006 – Det svenska handelsfartyget M/V Finnbirch förliser i Östersjön.
- 2009 – AIK vinner sitt elfte SM-guld i fotboll efter att ha besegrat IFK Göteborg på Gamla Ullevi.

## Födda
- 846 – Ludvig den stammande, kung av Akvitanien 867–879 och av Västfrankiska riket 877–879.
- 1596 – Pietro da Cortona, italiensk målare och arkitekt.
- 1636 – Nicolas Boileau, fransk poet.
- 1688 – Andreas Kalsenius, svensk biskop i Västerås stift.
- 1734 – Carl Nathanael af Klercker, svensk friherre och general.
- 1735 – Jacob von Engeström, svenskt kansliråd, misstänkt för delaktighet i sammansvärjningen mot Gustav III.
- 1757 – Antonio Canova, italiensk skulptör under nyklassicismen.
- 1762 – Spencer Perceval, brittisk premiärminister 1809-1812.
- 1768 – Christopher Ellery, amerikansk politiker, senator (Rhode Island) 1801–1805.
- 1778 – Gustav IV Adolf, kung av Sverige 1792–1809 (myndig 1796).
- 1782 – Frederick John Robinson, 1:e viscount Goderich, brittisk politiker, premiärminister 1827-1828
- 1815 – Luke P. Poland, amerikansk republikansk politiker och jurist, senator (Vermont) 1865–1867.
- 1831 – Robert Arfwedson, svensk godsägare och riksdagspolitiker.
- 1832 – Richard B. Hubbard, amerikansk demokratisk politiker och diplomat.
- 1836 – George E. Spencer, amerikansk republikansk politiker, senator (Alabama) 1868–1879.
- 1845 – Zygmunt Gorazdowski, polskt helgon.
- 1847 – Emma Albani, kanadensisk operasångare (sopran).
- 1876
  - Olga Andersson, svensk skådespelare.
  - Torgny Segerstedt, svensk publicist och religionshistoriker.
- 1878 – Carlos Saavedra Lamas, argentinsk politiker och jurist, mottagare av Nobels fredspris 1936.
- 1879 – Pál Teleki von Szék, ungersk greve, vetenskapsman och politiker; premiärminister 1920–1921 och 1939–1941.
- 1880 – Alfred Wegener, tysk meteorolog, geolog – kontinentaldriftsteorin.
- 1889
  - Philip Noel-Baker, brittisk politiker, diplomat, akademiker och friidrottare, mottagare av Nobels fredspris 1959.
  - Oscar Ericson (konstnär), svensk målare, skulptör, konstskribent och ingenjör från Västerås.
- 1900 – Rut Holm, svensk skådespelare och sångare.
- 1902 – Nordahl Grieg, norsk författare.
- 1908 – August Miete, tysk SS-officer, dömd krigsförbrytare.
- 1911 – Sonja Ferlov, dansk skulptör.
- 1913 – Åke Engfeldt, svensk skådespelare.
- 1915 – Michael Denison, brittisk skådespelare.
- 1920 – Britta Larsson, svensk skådespelare.
- 1923 – Gordon R. Dickson, kanadensisk science fiction-författare.
- 1932 – Francis Arinze, afrikansk romersk-katolsk ärkebiskop.
- 1933 – Bengt Andersson, svensk balettdansör.
- 1935
  - Gary Player, sydafrikansk professionell golfspelare.
  - John Pohlman, svensk tv-meteorolog.
- 1936 – Mimmo Wåhlander, svensk skådespelare.
- 1937 – Gio Petré, svensk skådespelare.
- 1940 – Jon Skolmen, norsk skådespelare och författare.
- 1941
  - Bill Friman, svensk Povel Ramel-forskare.
  - Raymond Nederström, svensk skådespelare.
- 1942
  - Larry Flynt, amerikansk porrmogul, grundare av Hustler.
  - John Spratt, amerikansk demokratisk politiker, kongressledamot 1983–2011.
- 1944 – Rafiq Hariri, Libanons premiärminister 1992–1998 och 2000–2004.
- 1946 – Gito Rollies, indonesisk skådespelare.
- 1947 – Jim Steinman, amerikansk musiker, kompositör och skivproducent.
- 1950 – Robert B. Laughlin, amerikansk fysiker, mottagare av Nobelpriset i fysik 1998.
- 1953 – Darrell Issa, amerikansk republikansk politiker och affärsman.
- 1959 – Majed Abdullah, saudisk fotbollsspelare.
- 1961 – Louise Boije af Gennäs, svensk författare.
- 1962 – Anthony Kiedis, amerikansk musiker, sångare i Red Hot Chili Peppers.
- 1965
  - Patrik Ringborg, svensk dirigent.
  - Kirsten Hammann, dansk författare.
- 1972
  - Mario Barth, tysk komiker.
  - Toni Collette, australisk skådespelare.
  - Jenny McCarthy, amerikansk fotomodell och skådespelare.
- 1974 – Kim Kärnfalk, svensk sångare.
- 1977 – Carina Berg, svensk programledare
- 1989 – Christoffer Bengtsberg, svensk ishockeymålvakt.
- 1990 – Simone Giertz, svensk uppfinnare och Youtube-personlighet.

## Avlidna
- 1318 – Johan Brunkow, svensk drots från slutet av 1314 till sommaren detta år (avrättad omkring detta datum på Brunkebergsåsen i Stockholm, vilken har fått sitt namn efter honom).
- 1700 – Karl II av Spanien, kung sedan 1665.
- 1783 – Carl von Linné den yngre, svensk naturforskare.
- 1839 – Erik Lundin, svensk garvare, grönsakshandlare och gårdsägare.
- 1877 – Oliver Hazard Perry Morton, amerikansk republikansk politiker, senator (Indiana) 1867–1877.
- 1879 – Zachariah Chandler, amerikansk politiker, senator (Michigan) 1857–1875, 1879.
- 1888 – Nikolaj Przjevalskij, rysk upptäcktsresande.
- 1894 – Alexander III av Ryssland, rysk tsar.
- 1897 – John Chard, brittisk överste.
- 1903 – Theodor Mommsen, 85, tysk historiker, mottagare av Nobelpriset i litteratur 1902.
- 1911 – James Benton Grant, amerikansk demokratisk politiker, guvernör i Colorado 1883–1885.
- 1922 – Alva Adams, amerikansk demokratisk politiker, guvernör i Colorado 1887–1889, 1897–1899 och 1905.
- 1944 – Knut Pehrson, svensk skådespelare.
- 1937 – Ebbe Lieberath, grundare av den svenska scoutrörelsen, och Sveriges scoutförbund.
- 1946 – Nils Ekstam, svensk skådespelare.
- 1950 – Heinrich Tessenow, tysk arkitekt.
- 1956
  - Pietro Badoglio, italiensk politiker och fältmarskalk.
  - Anders Örne, svensk socialdemokratisk politiker, kommunikationsminister 1921–1923.
- 1962 – Henry Kjellson, svensk flygingenjör.
- 1964 – Sture Lagerwall, svensk skådespelare och regissör.
- 1968 – Jules Sylvain, svensk kompositör, manusförfattare och musiker.
- 1970 – Oscar Carlsson, svensk pappersbruksarbetare och politiker.
- 1971 – Absalom Willis Robertson, amerikansk demokratisk politiker, senator (Virginia) 1946–1966.
- 1972
  - Waldemar Hammenhög, svensk författare.
  - Ezra Pound, amerikansk författare och poet.
- 1976 – Jerry Högstedt, svensk kompositör och kapellmästare.
- 1978 – Kjell Jansson, svensk skådespelare.
- 1979 – Mamie Eisenhower, USA:s första dam 1953–1961, gift med Dwight D. Eisenhower.
- 1982 – Hans Drakenberg, fäktare, mottagare av Svenska Dagbladets guldmedalj 1935.
- 1985 – Phil Silvers, amerikansk skådespelare och komiker.
- 1993
  - Severo Ochoa, 88, spansk-amerikansk biokemist, mottagare av Nobelpriset i fysiologi eller medicin 1959.
  - Frank Sundström, svensk skådespelare och teaterchef
- 2000 – Gustaf Wingren, svensk teolog och professor.
- 2003 – Anton Maiden, svensk musiker, känd för sina tolkningar av Iron Maiden.
- 2006
  - William Styron, 81, amerikansk författare.
  - Silvio Varviso, 82, schweizisk dirigent.
- 2007 – Paul Tibbets, 92, amerikansk pilot och överste, kapten på planet som släppte atombomben över Hiroshima.
- 2008
  - Jacques Piccard, 86, schweizisk djuphavsforskare.
  - Yma Sumac, 86, peruansk-amerikansk sångare.
- 2012
  - Mitch Lucker, 28, amerikansk sångare i Suicide Silence.
  - Erik Wahlberg, 94, svensk språk- och släktforskare.
- 2014 – Olle Häger, 79, svensk dokumentärfilmare, tv-producent, författare och historiker.
- 2015 – Fred Thompson, 73, amerikansk republikansk politiker, advokat och skådespelare.
- 2016 – Tina Anselmi, 89, italiensk politiker (blev Italiens första kvinnliga minister 1976)
- 2017 –  Vladimir Makanin, 80, rysk författare.
- 2018 – Ken Swofford, 85, amerikansk skådespelare.
- 2019 –  Margareta Biörnstad, 91, svensk riksantikvarie.
- 2020 –  Eddie Hassell, 30, amerikansk skådespelare.
- 2021 –  Aaron Beck, 100, amerikansk psykiatriker, bl.a inom kognitiv terapi.
- 2022 – Takeoff, 28, amerikansk rappare.
- 2023 –  Zanele Situ, 52, sydafrikansk paraidrottare, paralympisk.